# گویسنیتس
گویسنیتس (به آلمانی: Geußnitz) یک منطقهٔ مسکونی در آلمان است که در تسایتس واقع شده‌است.
 گویسنیتس  ۶۶۲ نفر جمعیت دارد.